# ぼくんち
『ぼくんち』は、西原理恵子による漫画。本項ではこれを原作とする実写映画と舞台作品も記載する。

## 概要
- 1995年から1998年にかけて小学館『ビッグコミックスピリッツ』に連載された。
- 第43回文藝春秋漫画賞を受賞した。
- キャッチフレーズは「シアワセって、どこにある？」。
- 舞台となる水平島は、西原が幼少時に過ごした高知県高知市沿岸部の浦戸地区をモデルにしており、西原作品にはしばしば登場する。

## あらすじ
四国の田舎の奥の奥の、そのまた奥の、どうしようもなく貧乏な漁村。
貧しい町では暴力や放火、薬物がはびこる。 
そんなどうしようもない町の『ぼくんち』に、行方不明だった『かあちゃん(今日子)』が、『おねえちゃん(神子：かのこ)』を連れて帰って来た。 
『種ちがい』の兄弟一太と二太に、今日子が連れてきた神子の一家４人は、貧困と格闘し、近所の住人たちとのワヤクチャな騒動に巻き込まれつつも小さな幸せを探して生きてゆく。

## 登場人物
一太
「ぼくんち」の長男で主人公。弟の二太をよく気にかけている。物語中で大きく成長し、逞しくも優しく成長していく。遺体処理などの汚れ仕事もこなせるものの、それを割り切れない青年に育っていく様子が描かれている。途中からこういちくんの元で働くようになり、多くのことを彼から学んでいく。
二太
「ぼくんち」の次男。無邪気な性格で、偏見を持たず心優しい。一太とは対照的に物語中であまり成長する描写は見られない。かの子と共に暮らし、町の人々を見つめていく。
かの子
「お母ちゃん」が連れて帰ってきた「ぼくんち」の長女。ピンサロ嬢。兄弟二人を大切にしており、一家を取りまとめている。「泣くなら笑え」がモットー。一方で、二太にシモの話を平気でする一面も。物語冒頭では三人は初対面であるような描写がされているが、実際には全員で暮らしていた時期もあった。
かあちゃん（今日子）
「ぼくんち」の母親。子どもはすべて父親が違う。かの子を連れて3年ぶりに「ぼくんち」に帰るが、その後家の権利書を持ち出して3人を捨て、新しい男の元に家出する。
こういちくん
町で一番有名な不良。トルエンの小売りから注射器販売、ホテトルの手伝いに強盗など多くの"商売"をこなすが、根はお姉さん想いの優しい青年。母親を始め、その取り巻きのおばさんたちにはあまり手も出せず、弱い一面もある。父は働き者の漁師だった。著書『西原理恵子の人生一年生 2号』によると、後に西原が東京で出会うゲッツ板谷（本名が宏一である）がモデルとされている。『営業ものがたり』（小学館）収録の番外編「朝日のあたる家」では彼と母の昔話が語られている。
こういちくんのお姉さん
"暴力ホテトル"を1人でこなす、こういちくんの姉。夢は小さな南の無人島を買い、自給自足の生活をすること。こういちくんにとって無くてはならない存在である。
さおりちゃん
二太の幼なじみ。父親から虐待されており、よく二太の家に泣いて逃げてきていたが、「よわねこ」を見届けて以来腹を決め、逆に父親の世話役になる。年齢の割りに性格は大人びていて、冷めた物言いをすることもある。西原のデビュー作「ちくろ幼稚園」に登場する「しほちゃん」とほぼ同じデザイン。
さおりちゃんのとうちゃん
さおりちゃんの父。組員ではなく、パートタイムのヤクザ。酒乱で、酒を飲むと暴力的になり、逆にシャブを打つと温厚になる。学生時代は覚せい剤を打って甲子園でホームランを打ったことがあるらしい。のちに「自分のシマ」を手に入れる。
鉄じい
金物を何でも買う老人。河川敷に洪水で流されてしまうような簡素な家に住んでいる（のちに引越し）。町の長老役で、物知り。「体があったまる」と醤油を飲んでいる。自分の家をブルトーザーで壊された事があるものの、その腹いせにブルドーザーを闇ブローカーに売り飛ばし、家を新築したりする等、作中では比較的、大胆で羽振りがいい人物である。

## 「ぼくんち」がある町
住民の多くが貧しく、山と海しかない田舎町とされている。
子どもはいるが、学校に通うシーンなどは一切描かれていない。子どもたちの半分は非行に走り、もう半分は大人になるまでに亡くなるだろうと言われるほど、劣悪な環境で育っている。
一方で、山の上には富裕層が住む一帯もあるらしく、一太と二太が歩いていける範囲に競艇場や新幹線の駅もあり、かの子達の新しい家がマンションであるなど、十分に開けた土地でもある。また、かの子の勤める店をはじめとした風俗店街もある。
町には医者がいないので、住民の多くが体調が悪くとも我慢するとされているが、さおりちゃんのお父さんが死にかけて病院に運ばれていたり、同じくホームレスのとろちゃんも、老人専用の病院に入っていた。また、薬物中毒の少女が入院していたこともあった。

## 書籍情報
- 小学館「スピリッツとりあたまコミックス」全3巻（印刷：オールカラー）
  - ぼくんち 1、1996年11月発売、ISBN 978-4091792716
  - ぼくんち 2、1997年7月発売、ISBN 978-4091792723
  - ぼくんち 3、1998年2月発売、ISBN 978-4091792730
- 小学館「ビッグコミックス」全1巻（合本版 / 印刷：モノクロ）
  - ぼくんち 全、2003年4月12日発売、ISBN 978-4091877017
- 角川グループパブリッシング「角川文庫」全3巻（文庫版 / 印刷：オールカラー）
  - ぼくんち 上、2009年4月25日発売、ISBN 978-4043543106
  - ぼくんち 中、2009年4月25日発売、ISBN 978-4043543113
  - ぼくんち 下、2009年4月25日発売、ISBN 978-4043543120
- 小学館「ビッグコミックス（電子書籍版）」全1巻（合本版の電子書籍 / 印刷：オールカラー）
  - ぼくんち 全、2016年9月1日発売

## 実写映画
2003年4月公開。主なロケ地は舞鶴。後に原作者の西原本人が興行成績が振るわなかったことを自虐ネタとして描いている。
企画は珍しくプロデューサーではなく、塚田有希という東映東京撮影所の企画営業スタッフから出たもので、全国の東映系の劇場にハマる企画ではないため、ボツになりかけた。しかし元東映社員で、当時オメガ・グループのオメガ・ミコット社長だった三宅澄二が、畑利明東映京都撮影所所長に働きかけ、3年越しでようやく製作が決まった。東映から出た企画ながら、配給は東映ではない。三宅は2000年の『うずまき』製作中に知り合ったオメガ・グループ代表の横濱豊行にヘッドハンティングされ、オメガ・グループ入りしていた。
- 制作総指揮：三宅澄二 畑利明（東映京都撮影所）
- エクゼクティブプロデューサー：横濱豊行（オメガ・ミコット）、眞澤洋士（東映京都撮影所）、亀井修（小学館）、石川富康（衛星劇場）、木綿克己（テレビ東京）、青山悌三（エフエム東京）、豊島雅郎（アスミック・エースエンタテインメント）
- プロデューサー：塚田有希（東映東京撮影所）[1]、妹尾啓太（東映京都撮影所）
- 共同プロデューサー：渡邉直子（オメガ・ミコット）、石川博（テレビ東京）、柘植靖司（アスミック・エースエンタテインメント）
- 原案協力：八巻和弘（小学館｢週刊ビッグコミックスピリッツ｣編集部）
- 企画制作協力：椎井友紀子（キノ）
- 監督：阪本順治
- 脚本：宇野イサム
- 音楽プロデューサー：谷奥孝司（ミリカ・ミュージック）
- 音楽：はじめにきよし
- 撮影：笠松則通
- 編集：荒木健夫
- 制作：東映京都撮影所

### キャスト
- かの子：観月ありさ
- 一太：矢本悠馬
- 二太：田中優貴
- コウイチ： 真木蔵人
- 今日子：鳳蘭
- 末吉まもる：岸部一徳
- 鉄じい：志賀勝
- 猫ばあ：新屋英子
- ピンサロの女：西原理恵子
- 安藤：今田耕司
- ツレちゃん：濱口優
- まゆ：氏家恵
- ボートの老人：笑福亭松之助
- じっちゃん：南方英二
- 床屋：福本清三
- じゅん子：久保田磨希

### 主題歌
- ガガガSP「卒業」

### 挿入歌
- 大西ユカリと新世界「ナンキバウンド」
- KAJA&JAMMIN'「DOWN&FLY」「DON'T STOP THE MUSIC」「RUNNIN'」

### 「ぼくんち」フィルムパートナーズ
- オメガ・ミコット（宮崎大）
- 東映京都撮影所（奈村協）
- 小学館（植田文郎 長谷川一 高橋功 黒木重昭 小林慎一郎 志波秀宇 水野麻紀子 神村正樹 山下暉人 勝山健晴 佐藤敏章 庄野美穂子）
- 衛星劇場（秋元一孝）
- テレビ東京（松迫由香子 谷真輝）
- TOKYO FM（古川一博）
- アスミック・エースエンタテインメント（石橋隆文 今村景子）

### 関連商品
- CD　ぼくんち オリジナル・サウンドトラック（2003年2月26日、ソニー・ミュージックレコーズ発売、SRCL-5536）
- DVD　ぼくんち デラックス版（2003年12月5日、小学館発売、PIBD-1235）

## 舞台
"STRAYDOG" Presents #20「ぼくんち」
原作：西原理恵子 / 作・演出：森岡利行
2010年9月28日 - 10月3日、東京・テアトルBONBON
～西原理恵子演劇祭2013!!～“STRAYDOG”Produce公演『女の子ものがたり』『ぼくんち』
原作：西原理恵子 / 作・演出：森岡利行
2013年7月20日 - 21日、大阪･HEP HALL（「ぼくんち」のみ）
2013年7月23日 - 28日、東京･SPACE107
2013年7月31日 - 8月4日、東京・シアターグリーン BIG TREE THEATER
～西原理恵子演劇祭2013!!～OSAKA“STRAYDOG”公演「ぼくんち」
2013年7月20日 - 21日、大阪･HEP HALL（上記のHEP HALLでの公演とは時間帯が違う）
～西原理恵子演劇祭2016!!～“STRAYDOG”Produce公演『女の子ものがたり』『ぼくんち』
2016年1月23日 - 24日、大阪・ABCホール
2016年2月3日 - 6日（女の子ものがたりは7日まで）、東京芸術劇場 シアターウエスト）
“STRAYDOG”Produce＝西原理恵子デビュー30周年記念公演＝「女の子ものがたり」「ぼくんち」
2018年8月2日 - 3日（女の子ものがたりは1日 - 5日まで）、シアターグリーン BOX in BOX THEATER
“STRAYDOG” Produce 『ぼくんち』
2024年1月17日 - 21日、シアターグリーン BOX in BOX THEATER

### キャスト (2010年)
- 小野晴子
- 森田涼花
- 柴田明良
- 森田亜紀
- 佐藤仁
- 岡田愛美
- 真凛

### キャスト (2013年)
“STRAYDOG”通常公演
- 長谷川るみ
- 住吉真理子
- 平嶋夏海
- 冨手麻妙
- 黒田百合
- 卯水咲流
- 松浦雅（HEP HALL、SPACE107のみ）
- 川村美喜（シアターグリーンBIG TREE THEATERのみ）
- 仁科咲姫（HEP HALL、SPACE107のみ）
- 東美樹（シアターグリーンBIG TREE THEATERのみ）
- 和田雅成
- 重松隆志
- 柴田明良
- 佐藤仁
- 飯伏将人
- 花田裕二郎
- 松浦康太
- 中原和宏

OSAKA“STRAYDOG”公演
- Sumika
- 櫛野愛里
- 中島舞香
- 八幡愛
- 佐土原茜
- 三輪晴香
- 河村ちなみ
- 石田友紀恵
- 和田雅成
- 森下竣平
- 岡本一馬
- 植田慧祐
- 野上元気
- 山口晶太郎
- 重松隆志
- 中原和宏

### キャスト (2016年)
- 柳ゆり菜
- 住吉真理子
- 中島舞香
- 宮崎京
- さくまみお
- 森岡里世
- 木下愛華（東京公演のみ出演）
- 小山かんな（東京公演のみ出演）
- 城間盛吾
- 小原慎之介
- 三嶋健太
- 結城航星（東京公演のみ出演）
- 渡辺健太
- パンジー陳
- 柴田明良
- 芦川誠
- 藤井奈々（大阪公演のみ出演）
- 松山旭博（大阪公演のみ出演）
- 掛橋七海（大阪公演のみ出演）

### キャスト（2018年）
- 山崎真実
- 山田奈保
- 前田優奈
- 信原久美子
- 酒井優衣
- 井筒しま
- 山際絵礼奈
- 下平さゆみ
- 田嶋高志
- 平山大
- 入江海斗
- 黒澤一郎
- 仁科克基
- 高野誠三
- 佐藤仁
- 中原和宏

### キャスト（2024年）
- 円谷優希
- 佐々木庸二
- 千葉尚之
- 植村結子
- 中原和宏
- Aチーム
  - 姥山莉音
  - 石上太郎
  - 青山泰菜
  - 酒井優衣
  - 関美恵子
  - 山川璃恩
  - 桜羽梨紗
  - 黒澤諒
  - 月川寛啓
- Bチーム
  - 浅蔵るか
  - 綾部琥牙
  - 大迫可菜実
  - 村瀬楓
  - 岩代莉佳
  - 佐藤里菜
  - 長谷川幹
  - 小池俊博